# لان نا
پادشاهی لان نا یا پادشاهی لانا (انگلیسی: Lan Na)، که همچنین به نام لاناتای شناخته می‌شود و معمولاً لانا یا پادشاهی لانا نامیده می‌شود، یک امپراتوری بود که در منطقه‌ای از ناحیه تایلند شمالی در قرن‌های ۱۳ تا ۱۸ متمرکز بود.
توسعه فرهنگی مردم تای شمالی مدت‌ها پیش از ظهور پادشاهی لانا آغاز شده بود و پادشاهی‌های پیشین آن، مانند نگویانگ، به عنوان پیش‌نیازهای لانا شناخته می‌شوند. پادشاهی لانا در قرن پانزدهم به اندازه‌ای قدرتمند شد که قادر به رقابت با پادشاهی آیوتایا بود و جنگ‌هایی با آن انجام داد. اما پادشاهی لانا ضعیف شد و در سال ۱۵۵۸ به یک دولت خراجگزار تحت سلطه سلطنت توگو تبدیل شد. لانا توسط پادشاهان خراجگزار اداره می‌شد، هرچند برخی از آن‌ها استقلال نسبی داشتند. حکومت برمه‌ای به تدریج از لانا کنار رفت، اما بعداً با گسترش سلطه سلطنت کنباو دوباره آغاز شد. در سال ۱۷۷۵، رؤسای لانا از کنترل برمه جدا شدند و به سوی سیام پیوستند، که به جنگ برمه-سیام (۱۷۷۵–۱۷۷۶) منجر شد.
پس از عقب‌نشینی نیروهای برمه‌ای، کنترل برمه بر لانا به پایان رسید. سیام تحت سلطنت تاکسین از پادشاهی تونبوری در سال ۱۷۷۶ کنترل لانا را به دست گرفت. از آن زمان، لانا به عنوان یک دولت خراجگزار تحت سلطه سیام و تحت سلطنت چاکری اداره شد.
در نیمه دوم قرن نوزدهم، دولت سیام استقلال لانا را از بین برد و آن را به دولت-ملت سیام پیوست. از سال ۱۸۷۴، دولت سیام پادشاهی لانا را به عنوان منطقه فایاپ بازسازی کرد و تحت کنترل مستقیم سیام قرار داد. از سال ۱۸۹۹، لانا به‌طور مؤثر تحت سیستم حکومتی ثسابیبان سیام اداره شد. تا سال ۱۹۰۹، پادشاهی لانا دیگر به‌طور رسمی به عنوان یک دولت مستقل وجود نداشت، زیرا سیام مرزهای خود را با بریتانیا و فرانسه مشخص کرده بود.